# دوچالوویچی
دوچالوویچی (به صربی: Dučalovići) یک منطقهٔ مسکونی در صربستان است که در لوچانی واقع شده‌است. دوچالوویچی ۱۴٫۹۲ کیلومتر مربع مساحت و ۳۶۰ نفر جمعیت دارد و ۴۸۹ متر بالاتر از سطح دریا واقع شده‌است.